# 鶯歌 (大字)
鶯歌，原稱鶯歌石，是臺灣新北市鶯歌區的主聚落及附近地區，位於該區中部。相較於今日行政區，其範圍大致包括中湖里南端東側、西鶯里、建國里、南鶯里、中鶯里、北鶯里不含東南部凸出部分、東鶯里西北部、建德里西南半部不含最南端、南靖里西北端。

## 歷史
台灣清治末期至日治初期，鶯歌地區為一街庄，稱為「鶯歌石庄」，隸屬於海山堡。該庄昔日東南以大漢溪最北分流與南靖厝庄、樟樹窟庄為界，西南與尖山庄為鄰，西北與大湖庄為鄰，東北邊為阿南坑庄。
1901年（日治明治三十四年）11月，該庄隸屬於桃園廳，編入第十六區。1905年（明治三十八年）7月，第十六區改稱「鶯歌石區」。1920年（大正九年），該庄改制並改名為「鶯歌」大字，隸屬於臺北州海山郡鶯歌庄，大字下有「鶯歌」、「牛灶坑」小字名。1940年，鶯歌庄升格為鶯歌街。
戰後鶯歌街改制為鶯歌鎮，隸屬於臺北縣，大字亦改制為里。1946年8月，鶯歌、樹林分治，本地區仍隸屬鶯歌鎮。2010年12月，臺北縣升格為新北市，鶯歌鎮改制為鶯歌區。

## 河道變遷
從前大嵙崁溪（大漢溪）至三角湧附近（公館後地區西北部），因地勢低平，河面加寬，形成網狀河道。三峽溪（三峽河與橫溪各自注入大嵙崁溪分流河道，三峽溪於劉厝埔匯入分流，為橫溪匯注點之上游約八百公尺處。其後因河沙堆積，河床日漸昇高，導致分流消退，原本兩溪匯注處之大嵙崁溪分流河道成為三峽溪河道之延伸，因而形成今日三峽溪納橫榽之勢。
今日大漢溪主流河道已北移至南靖厝、樟樹窟一帶。

## 交通
台鐵縱貫線經過鶯歌地區南部，設有鶯歌車站，屬二等站，停靠部分莒光號列車及全部區間車。
市道114號（中正一路）是永安漁港至萬華的道路，大致以橫向經過本地區中南部，往東北可前往樹林、板橋、臺北，往西南可前往八德、中壢、新屋等地。市道110號是連絡大園、新店的道路，經過本地區西南部一小部分。由該道路往西轉西北可前往八德、桃園、大園等地，往南可前往三峽、新店。
鄉道北116線（中山路）是龜山至鶯歌的道路，與中正一路東半段共同構成鶯歌市區北部主要橫向道路。

## 廟宇
- 鶯歌碧龍宮（石神廟）